# Vietnam i olympiska sommarspelen 2016
Vietnam deltog med 23 deltagare vid de olympiska sommarspelen 2016 i Rio de Janeiro. Totalt tog truppen två medaljer varav ett guld.

## Medaljörer
| Medalh | Namn            | Sport  | Gren                      | Datum           |
| ------ | --------------- | ------ | ------------------------- | --------------- |
| Guld   | Hoàng Xuân Vinh | Skytte | Herrarnas 10 m luftpistol | 6 augusti 2016  |
| Silver | Hoàng Xuân Vinh | Skytte | Herrarnas 50 m pistol     | 10 augusti 2016 |

## Badminton
| Spelare          | Gren       | Grupp                               | Grupp                               | Grupp                       | Eliminering       | Kvartsfinal       | Semifinal         | Final / BM        | Final / BM       |                  |
| Spelare          | Gren       | Motståndare Poäng                   | Motståndare Poäng                   | Placering                   | Motståndare Poäng | Motståndare Poäng | Motståndare Poäng | Motståndare Poäng | Placering        |                  |
| ---------------- | ---------- | ----------------------------------- | ----------------------------------- | --------------------------- | ----------------- | ----------------- | ----------------- | ----------------- | ---------------- | ---------------- |
| Nguyễn Tiến Minh | Herrsingel | Malkov (RUS) W (15–21, 21–9, 21–13) | Obernosterer (AUT) W (21–18, 21–14) | Lin D (CHN) L (7–21, 12–21) | 2                 | Gick inte vidare  | Gick inte vidare  | Gick inte vidare  | Gick inte vidare | Gick inte vidare |
| Vũ Thị Trang     | Damsingel  | Okuhara (JPN) L (10–21, 8–21)       | Fanetri (INA) W (21–12, 21–11)      | i.u.                        | 2                 | Gick inte vidare  | Gick inte vidare  | Gick inte vidare  | Gick inte vidare | Gick inte vidare |

## Brottning
Förkortningar:
- VT – Vinst genom fall.
- PP – Beslut efter poäng – förloraren fick tekniska poäng.
- PO – Beslut efter poäng – förloraren fick inte tekniska poäng.
- ST – Teknisk överlägsenhet – förloraren utan tekniska poäng och en marginal med minst 8 (grekisk-romersk stil) eller 10 (fristil) poäng.

Damer, fristil
| Brottare       | Gren             | Kvalomgång                    | Omgång 1                      | Kvartsfinal                   | Semifinal                     | Återkval 1                    | Återkval 2                    | Final / BM                    | Final / BM                    |
| Brottare       | Gren             | Motståndare Resultat          | Motståndare Resultat          | Motståndare Resultat          | Motståndare Resultat          | Motståndare Resultat          | Motståndare Resultat          | Motståndare Resultat          | Placering                     |
| -------------- | ---------------- | ----------------------------- | ----------------------------- | ----------------------------- | ----------------------------- | ----------------------------- | ----------------------------- | ----------------------------- | ----------------------------- |
| Vũ Thị Hằng    | Flugvikt -48kg   | Drog sig ur på grund av skada | Drog sig ur på grund av skada | Drog sig ur på grund av skada | Drog sig ur på grund av skada | Drog sig ur på grund av skada | Drog sig ur på grund av skada | Drog sig ur på grund av skada | Drog sig ur på grund av skada |
| Nguyễn Thị Lụa | Fjädervikt -53kg | Bye                           | Sambou (SEN) L 0–5 VT         | Gick inte vidare              | Gick inte vidare              | Gick inte vidare              | Gick inte vidare              | Gick inte vidare              | 15                            |

## Friidrott
Förkortningar
- Notera– Placeringar avser endast det specifika heatet.
- Q = Tog sig vidare till nästa omgång
- q = Tog sig vidare till nästa omgång som den snabbaste förloraren eller, i fältgrenarna, genom placering utan att nå kvalgränsen
- NR = Nationellt rekord
- N/A = Omgången fanns inte i grenen
- Bye = Idrottaren behövde inte tävla i omgången

Bana och väg
| Idrottare          | Gren                    | Heat     | Heat      | Semifinal        | Semifinal        | Final            | Final            |                  |
| Idrottare          | Gren                    | Resultat | Placering | Resultat         | Placering        | Resultat         | Placering        |                  |
| ------------------ | ----------------------- | -------- | --------- | ---------------- | ---------------- | ---------------- | ---------------- | ---------------- |
| Nguyễn Thành Ngưng | Herrarnas 20 km gång    | i.u.     | i.u.      | i.u.             | i.u.             | 1:30:01          | 60               |                  |
| Nguyễn Thị Huyền   | Damernas 400 meter      | 52:97    | 6         | Gick inte vidare | Gick inte vidare | Gick inte vidare | Gick inte vidare | Gick inte vidare |
| Nguyễn Thị Huyền   | Damernas 400 meter häck | 57,87    | 7         | Gick inte vidare | Gick inte vidare | Gick inte vidare | Gick inte vidare |                  |

## Fäktning
| Vũ Thành An        | Herrarnas sabel  | i.u.                             | Occhiuzzi (ITA) W 15–12 | Anstett (FRA) L 8–15 | Gick inte vidare | Gick inte vidare | Gick inte vidare | Gick inte vidare | Gick inte vidare |
| Nguyễn Thị Như Hoa | Damernas värja   | Mallo (FRA) L 7–15               | Gick inte vidare        | Gick inte vidare     | Gick inte vidare | Gick inte vidare | Gick inte vidare | Gick inte vidare |                  |
| Đỗ Thị Anh         | Damernas florett | Kontochristopoulou (GRE) W 15–13 | Errigo (ITA) L 9–15     | Gick inte vidare     | Gick inte vidare | Gick inte vidare | Gick inte vidare | Gick inte vidare |                  |
| Nguyễn Thị Lệ Dung | Damernas sabel   | Bye                              | Kim J-y (KOR) L 3–15    | Gick inte vidare     | Gick inte vidare | Gick inte vidare | Gick inte vidare | Gick inte vidare |                  |

## Gymnastik

### Artistisk
Herrar
| Gymnast         | Gren | Kval    | Kval    | Kval    | Kval    | Kval    | Kval    | Kval   | Kval      | Final            | Final            | Final            | Final            | Final            | Final            | Final            | Final            |
| Gymnast         | Gren | Redskap | Redskap | Redskap | Redskap | Redskap | Redskap | Totalt | Placering | Redskap          | Redskap          | Redskap          | Redskap          | Redskap          | Redskap          | Totalt           | Placerint        |
| Gymnast         | Gren | F       | PH      | R       | V       | PB      | HB      | Totalt | Placering | F                | PH               | R                | V                | PB               | HB               | Totalt           | Placerint        |
| --------------- | ---- | ------- | ------- | ------- | ------- | ------- | ------- | ------ | --------- | ---------------- | ---------------- | ---------------- | ---------------- | ---------------- | ---------------- | ---------------- | ---------------- |
| Phạm Phước Hưng | Barr | i.u.    | i.u.    | i.u.    | i.u.    | 14,966  | i.u.    | 14,966 | 12        | Gick inte vidare | Gick inte vidare | Gick inte vidare | Gick inte vidare | Gick inte vidare | Gick inte vidare | Gick inte vidare | Gick inte vidare |

Damer
| Gymnast           | Gren | Kval    | Kval    | Kval    | Kval    | Kval   | Kval      | Final            | Final            | Final            | Final            | Final            | Final            |
| Gymnast           | Gren | Redskap | Redskap | Redskap | Redskap | Totalt | Placering | Redskap          | Redskap          | Redskap          | Redskap          | Totalt           | Placering        |
| Gymnast           | Gren | V       | UB      | BB      | F       | Totalt | Placering | V                | UB               | BB               | F                | Totalt           | Placering        |
| ----------------- | ---- | ------- | ------- | ------- | ------- | ------ | --------- | ---------------- | ---------------- | ---------------- | ---------------- | ---------------- | ---------------- |
| Phan Thị Hà Thanh | Hopp | 14,233  | i.u.    | i.u.    | i.u.    | 14,233 | 17        | Gick inte vidare | Gick inte vidare | Gick inte vidare | Gick inte vidare | Gick inte vidare | Gick inte vidare |
| Phan Thị Hà Thanh | Bom  | i.u.    | i.u.    | 13,800  | i.u.    | 13,800 | 36        | Gick inte vidare | Gick inte vidare | Gick inte vidare | Gick inte vidare | Gick inte vidare | Gick inte vidare |

## Judo
| Idrottare   | Gren                          | Omgång 1                  | Omgång 2                  | Kvartsfinaler        | Semifinaler          | Återkval             | Final / BM           | Final / BM       |
| Idrottare   | Gren                          | Motståndare Resultat      | Motståndare Resultat      | Motståndare Resultat | Motståndare Resultat | Motståndare Resultat | Motståndare Resultat | Placering        |
| ----------- | ----------------------------- | ------------------------- | ------------------------- | -------------------- | -------------------- | -------------------- | -------------------- | ---------------- |
| Văn Ngọc Tú | Damernas extra lättvikt −48kg | Moscatt (ITA) W 000–000 S | Jeong B-k (KOR) L 000–102 | Gick inte vidare     | Gick inte vidare     | Gick inte vidare     | Gick inte vidare     | Gick inte vidare |

## Rodd
| Roddare                  | Gren                             | Heat    | Heat      | Återkval | Återkval  | Semifinal | Semifinal | Final | Final     |
| Roddare                  | Gren                             | Tid     | Placering | Tid      | Placering | Tid       | Placering | Tid   | Placering |
| ------------------------ | -------------------------------- | ------- | --------- | -------- | --------- | --------- | --------- | ----- | --------- |
| Hồ Thị Lý Tạ Thanh Huyền | Damernas lättvikts-dubbelsculler | 7:29,91 | 5 R       | 8:19,79  | 4 SC/D    | 8:18,47   | 3 FC      | DNS   | 18        |